# Систем за управљање базама података
Систем за управљање базама података (database management system, DBMS) је рачунарски програм (или чешће, свита програма) намењена руковођењу базом података, великим скупом структурираних података, и извршавању операција на подацима, које захтевају многобројни корисници. Типичне употребе ових система укључују рачуноводство или системе за подршку муштеријама. У најпознатије програме из ове области спадају: .